# Sonia (chi bướm)
Sonia là một chi bướm đêm thuộc phân họ Olethreutinae trong họ Tortricidae.

## Các loài
- Sonia canadana McDunnough, 1925
- Sonia comstocki Clarke, 1952
- Sonia constrictana (Zeller, 1875)
- Sonia divaricata Miller, 1990
- Sonia filiana (Busck, 1907)
- Sonia paraplesiana Blanchard, 1979
- Sonia vovana (Kearfott, 1907)